# Серафина
«Серафина» — дебютный роман писательницы Рейчел Хартман в жанре фэнтези, опубликованный в 2012 году. Роман вышел 10 июля 2012 года и по итогам первой недели продаж занял 8 место в еженедельном списке бестселлеров, публикуемым «Нью-Йорк-Таймс». «Серафина» в 2013 году была отмечена литературной премией Уильяма Морриса, присуждаемой лучшим дебютным романам для подростков, и была номинирована на премию имени Андре Нортон. Российское издание книги было выпущено в 2013 году издательством АСТ. Продолжение романа выйдет весной 2015 года под названием «Shadowscale».

## Сюжет
Главная героиня романа, придворный талантливый музыкант Серафина, живёт в королевстве Горред, населённом людьми и драконами, в обществе людей вынужденными находиться в человеческой форме. За 40 лет до событий романа люди и драконы после долгой кровопролитной войны заключили мирное соглашение, но ненависть людей к драконам с тех пор не прошла. Серафина — полукровка, рождённая от человека и дракона, но вынуждена это скрывать из-за крайне негативного отношения к этому общества. Автор уделяет внимание особому отличию в психологии драконов — упорядоченному способу организации мыслей и эмоций, чем отчасти владеет и Серафина. После убийства принца Горреда Руфуса Серафина вовлекается в расследование произошедшего, поскольку факты свидетельствуют о том, что убийцей был дракон. В этом ей помогают будущая наследница престола принцесса Глиссельда и её жених-бастард принц Люциан Киггс.
Изначально королевство Горред появилось в графической новелле Хартман «Amy Unbounded», однако у неё были проблемы с рисованием драконов, что привело к идее об их способности трансформироваться в человеческую форму, чтобы их было легче изобразить.

## Критика
«Серафина» получила множество положительных отзывов от критиков. Kirkus Reviews охарактеризовал роман как «великолепный дебют». Рецензент Washington Post отметил свежий взгляд автора на драконов. В отзыве журнала SFX отмечен «красивый» язык автора. Журнал Quill & Quire также отметил отличие романа от «стандартных вещей о драконах», а также тему музыки и язык автора. Publishers Weekly включил роман в список лучших книг недели после его выхода в продажу.

## Награды и номинации
28 января 2013 года «Серафина» стала лауреатом премии Уильяма Морриса, присуждаемой лучшим дебютным романам для подростков. Книга получила премию Cybils Award за лучший роман для подростков в жанрах научной фантастики и фэнтези. «Серафина» была одним из претендентов на Премию имени Андре Нортон 2013 года. Книга попала в шорт-лист премии Уотерстоуна за детскую литературу, финалистом премии Уильяма Кроуфорда, вручаемой за лучшие фэнтезийные романы, и канадской литературной Премии генерал-губернатора в категории детской литературы. В Великобритании роман попал в лонг-лист литературной Медали Карнеги.